# Sierota (film)
Sierota (ang. Orphan) – amerykański horror z 2009 roku w reżyserii Jaumego Colleta-Serry. W rolach głównych wystąpili Vera Farmiga, Peter Sarsgaard oraz Isabelle Fuhrman w roli tytułowej. Film skupia się na przeżyciach małżeństwa, które po śmierci nienarodzonego dziecka postanawia adoptować dziecko. Z czasem 9-letnia dziewczynka okazuje się nie tak idealna, jak się wydawało na początku.
W 2022 wydano prequel filmu zatytułowany Sierota. Narodziny zła.

## Produkcja
Film został zrealizowany w Kanadzie w Burlington, Toronto, Port Hope i Montrealu.